# Álmoš Ogrski
Álmoš, domnevni veliki knez Madžarov, ki naj bi vladal v drugi polovici 9. stoletja, ̈* ok. 820, † ok. 895. 

## Življenje
Po delu  Gesta Hungarorum  naj bi bilo njegovemu očetu ime Ügyek, po delu Chronicon Pictum pa naj bi bilo očetu ime Előd, sin Ügyeka. Njegovi materi pa naj bi bilo ime Emeše. Álmoš je imel sina Árpáda, ki je od okrog leta 895 vladal Madžarom.

## Politični dosežki
Pomen Álmoša za madžarsko zgodovino ni jasen. Po srednjeveških kronikah naj bi ga voditelji sedmih madžarskih plemen razglasili za velikega kneza Madžarov, toda po delu De administrando imperio naj bi funkcijo madžarskega velikega kneza vpeljal šele hazarski kagan, pri čemer bi naj prvi veliki knez sploh ne bil Álmoš, ampak njegov sin Árpád. Sodobni zgodovinarji sledijo tradicionalnemu mnenju, da je Álmoš dejansko postal veliki knez v drugi polovici petdesetih let 9. stoletja. Madžari naj bi se namreč že okrog leta 830 otresli kazarske nadoblasti in se pomaknili iz območja severno od Azovskega morja na področje »Medrečja« (madž.: Etelköz).
Ali je bil Álmoš kende (duhovni voditelj) plemenske zveze ali njen gyula (vojaški voditelj, vojvoda),  ni povsem jasno. Izmed sedmih madžarskih plemen naj bi bili le dve madžarskega porekla (plemeni Megyer in Nyék), pet pa turškega porekla (plemena Tarján, Jenő, Kér, Keszi in Kürtgyarmat). Plemenska zveza se je okrepila pred letom 881, ko so se ji priključila še tri kabarska plemena, čeprav ta plemena prvotno niso imela enakovrednega položaja.
V Álmoševem času so se Madžari občasno bojevali proti Frankom, včasih pa kot njihovi zavezniki in sicer za koristi Karlmana in njegovega sina Arnulfa Koroškega. Leta 862 ali 863 so napadli Vzhodne Franke, 881 pa so se pri Dunaju spopadli z Bavarci; morda je v obeh primerih šlo za politične povezave z Velikomoravci, saj je leta 862 prišlo do koalicije med Velikomoravci in Karlmanom proti ostalim Frankom, dogodki leta 881 pa so lahko neposredno povezani z začetkom moravsko-karantanske vojne. Če so se leta 892 Madžari kot Arnulfovi zavezniki bojevali proti Velikomoravski, so se leta 894, po smrti moravskega vladarja Svetopulka, obrnili proti Arnulfu in njegovim alpsko-panonskim deželam (Regnum Carantanum) ter opustošili Panonijo. Splošni razlog za šibkost Frankov proti Madžarom je bil, da številna mesta in gradišča niso imela dovoljenja za utrditev, Madžari pa so v Evropo prinesli uporabo konjskega stremena, ki ga Evropejci dotlej niso poznali, in ki je omogočalo spretno premikanje na plemenitih jahalnih konjih, nenadne napade, hlinjenje pobegov in pripravljanje zased, zato so Madžari kot konjeniško ljudstvo zlahka obvladali panonske stepe.
Manj sreče je imel Álmoš z Bolgari in Pečenegi. V letih 894 in 895 so Madžari kot zavezniki bizantinskega cesarja Leona VI. napadli bolgarsko kraljestvo. Sprva so premagali tamkajšnjega carja Simeona. Bolgarski car se je nato povezal s Pečenegi in Madžarom prizadejal hud poraz. Pečenegi so pričeli pleniti madžarsko domovino v »medrečju«. Zaradi težke situacije, v kateri so se znašli Madžari, je Álmoš verjetno umrl kot žrtev umora ali žrtvovanja. Nasledil ga je sin Árpád.